# Natri butyrat
Natri butyrat là hợp chất hóa học có công thức Na(C3H7COO). Nó là muối natri của axit butiric. Nó có nhiều tác động lên tế bào động vật có vú được nuôi cấy bao gồm ức chế quá trình sinh trưởng tế bào, thúc đẩy quá trình chuyên biệt hóa tế bào và điều chỉnh quá trình phiên dịch gen hay chất kìm hãm sự phiên dịch đó. Vì thế, nó có thể dùng trong phòng thí nghiệm để chuyển bất kì cái nào trong các tác động trên. Đặc biệt, xử lý butyrat cho tế bào gây nên sự axetyl hóa histon quá nhiều, và tự nó kìm hãm hoạt động của HDAC. Butyrat còn là phương tiện hiệu quả để phát hiện vai trò của quá trình axetyl và đeaxetyl histon trong cấu trúc và chức năng của chromatin. Ức chế hoạt động của HDAC được đánh giá có hiệu quả chỉ 2% tế bào. 